# Глендора (град, Калифорния)
Глендора (на английски: Glendora) е град в окръг Лос Анджелис, щата Калифорния, САЩ. Глендора е с население от 49415 жители (2000) и обща площ от 49,91 km². Намира се на 236 m надморска височина. ЗИП кодовете му са 91740, 91741, а телефонният му код е 626/909.